# August Wittig

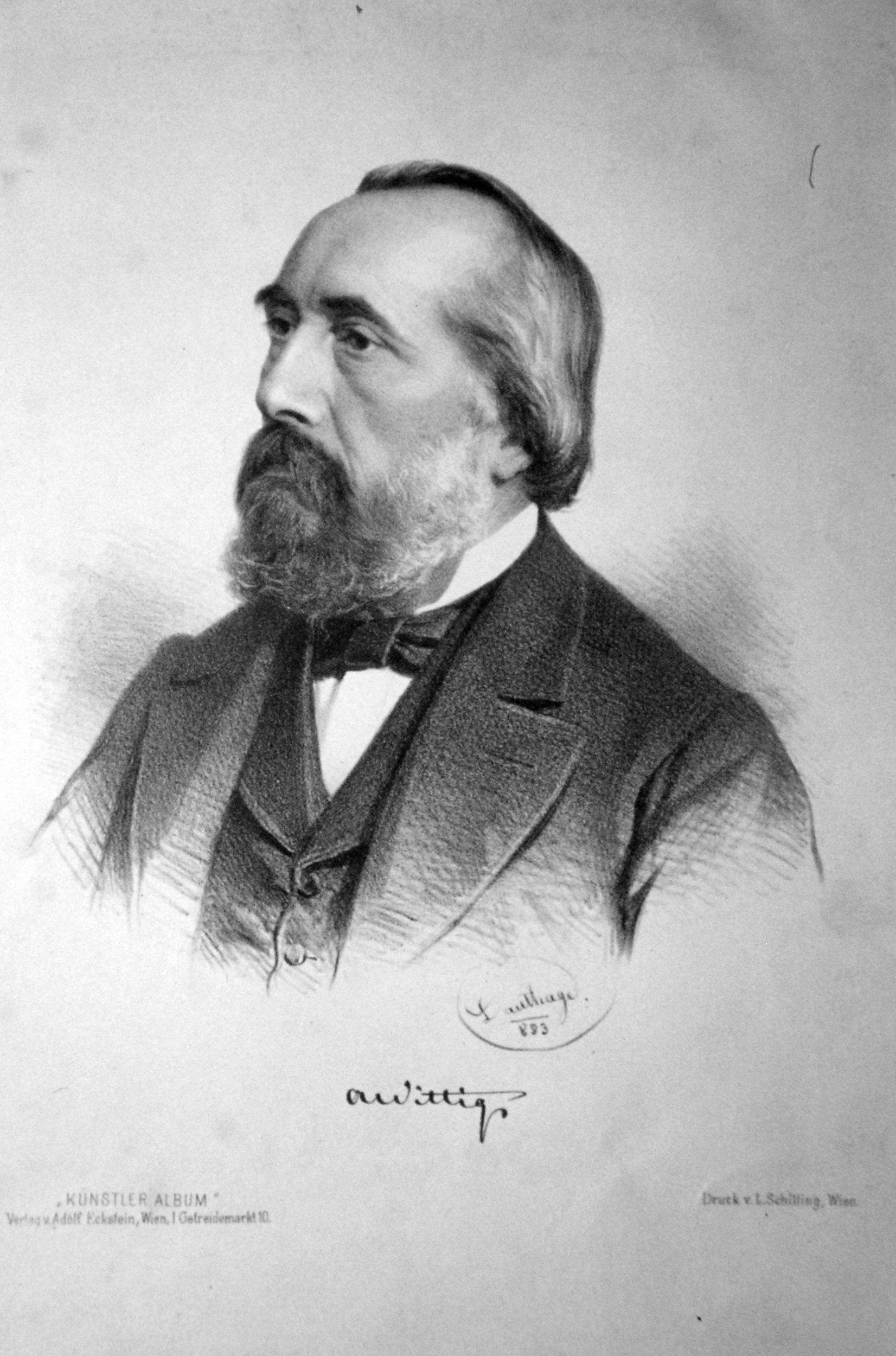
August Wittig, Lithografie von Adolf Dauthage, 1883

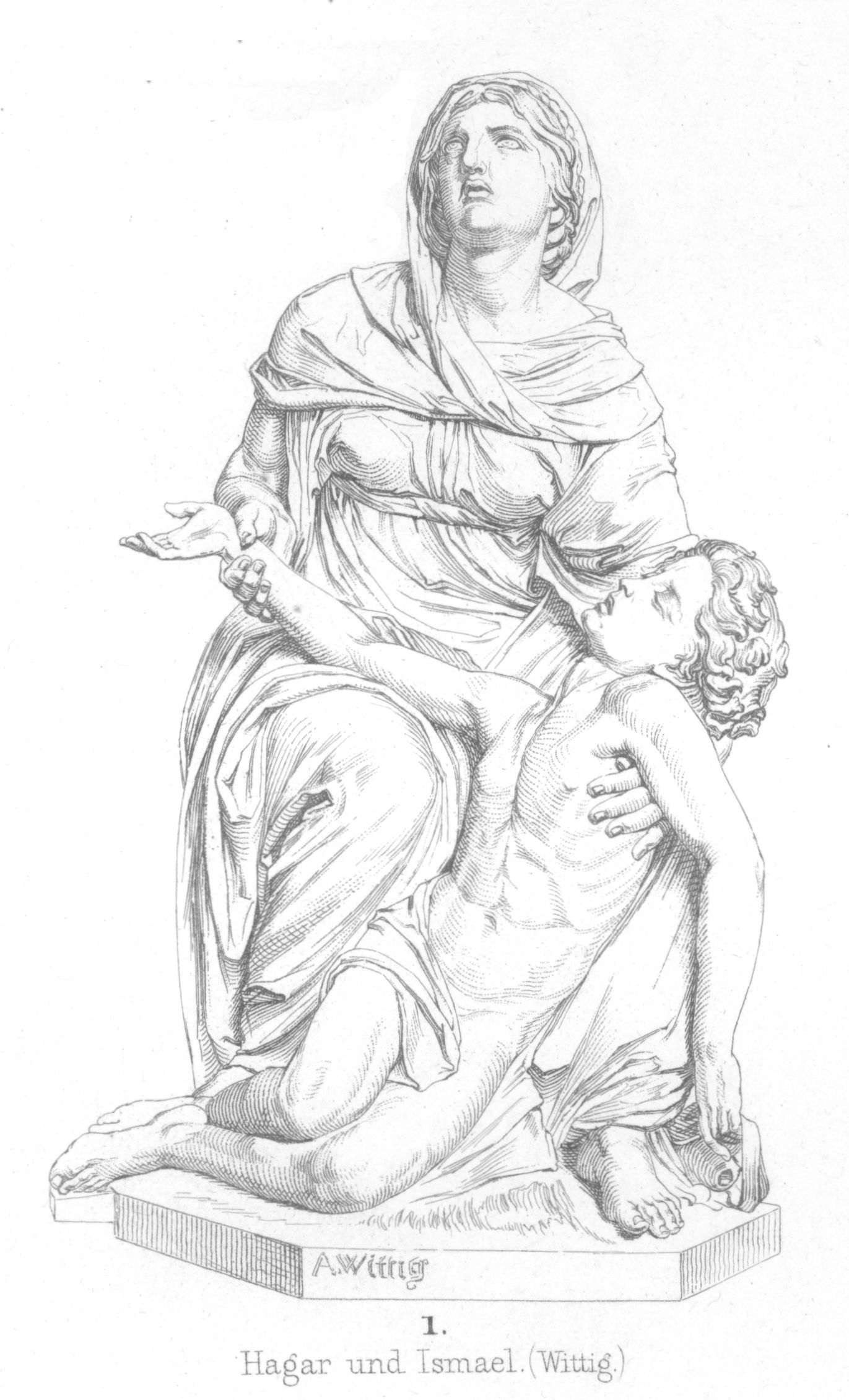
Hagar und Ismael

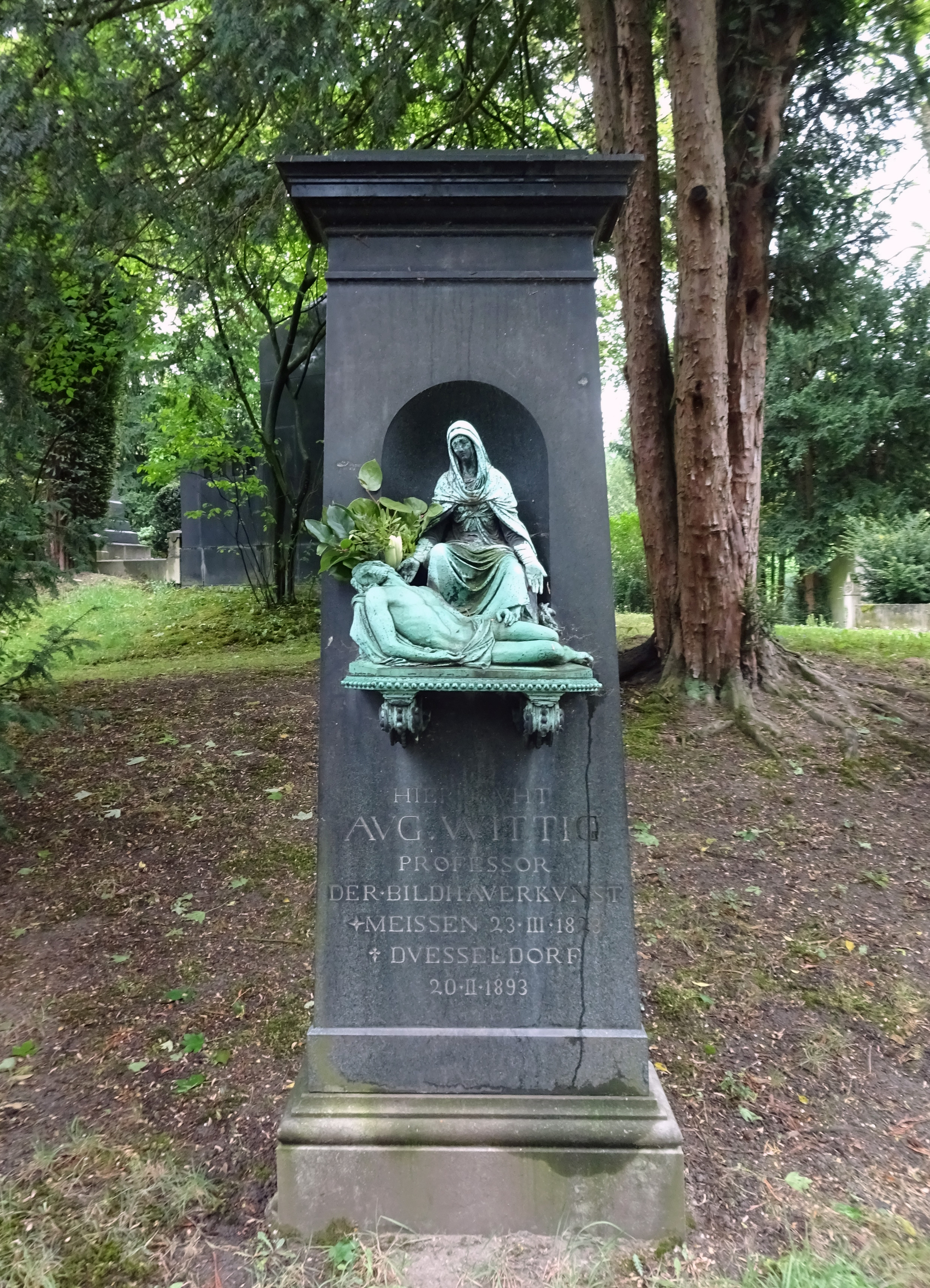
Grabstele mit Beweinung Christi von 1892 – hier ruht August Wittig, Professor der Bildhandwerkskunst (2019)

Friedrich August Wittig (* 23. März 1823 in Meißen; † 20. Februar 1893 in Düsseldorf) war ein deutscher Bildhauer.

## Leben
Wittig wurde 1843 an der Kunstakademie Dresden Schüler von Ernst Rietschel. Anlässlich eines Aufenthalts in München entstanden Skizzen und Vorarbeiten zu der Figurengruppe Siegfrieds Abschied von Kriemhild, die Wittig dann in Dresden vollendete. Der sächsische König Friedrich August II. war davon derart begeistert, dass er dem Bildhauer-Eleven ein großzügiges Stipendium bewilligte. Damit konnte Wittig im Frühjahr 1849 eine Studienreise nach Italien antreten, die ihn über Florenz nach Rom führte. In Rom lebte und arbeitete er von Oktober 1849 bis Ende März 1864. In den Jahren 1852 bis 1856 und im Jahr 1858 nahm er dort an den „Cervarofesten“ des Deutschen Künstlervereins teil.
1862 berief ihn die Kunstakademie Düsseldorf zum Professor für Bildhauerei. Im April 1864 trat er sein Düsseldorfer Lehramt an. In Düsseldorf war Wittig maßgeblich am Aufbau einer eigenen Bildhauerschule beteiligt.
1865 übernahm er den Auftrag, für die Nationalgalerie in Berlin seine in Rom entworfene Gruppe Hagar und Ismael (siehe Bild) in Marmor auszuführen. Er vollendete dieses Werk 1871 und wurde dafür von der Akademie in Carrara zum Ehrenmitglied ernannt. Zuletzt wohnte Wittig im Haus der Sophie Hasenclever auf der Goltsteinstraße 25.
Im Alter von nahezu 70 Jahren starb er und fand seine letzte Ruhestätte auf dem Nordfriedhof Düsseldorf.

## Werk (Auswahl)
- 1846: Rundrelief Hylas und die Nymphen, Skulpturensammlung Dresden
- um 1846: Bronzeplastik Siegfrieds Abschied von Kriemhild, Skulpturensammlung Dresden
- 1849/50: Marmorgruppe Caritas, Museum Meißen
- 1854–1874: Marmorplastik Hagar und Ismael, 1854 als Gipsmodell fertig, 1874 Ausführung in Marmor, Alte Nationalgalerie Berlin
- 1860: Rundrelief Loreley, Museum Meißen
- um 1866: Marmorbasrelief Die Grablegung Christi für den Altar der Schlosskirche zu Dönhoffstädt, Kreis Rastenburg in Ostpreußen (Nachkriegsverlust)
- 1869: Schadow-Denkmal, Büste von Wilhelm von Schadow für den Schadowplatz in Düsseldorf (mit Ernst Giese)
- 1870–1880: Plastik Abschied des Landsmannes im Ensemble Krieg, einer Gruppe aus vier Sandsteinfiguren im Großen Tiergarten, südwestlich vom Haus der Kulturen der Welt[4]
- 1870–1880: Plastik Die Weichsel (Holzflößerei, Ährenleserin) im Ensemble Vier deutsche Ströme, einer Gruppe aus vier Sandsteinfiguren im Großen Tiergarten am Großfürstenplatz/John-Foster-Dulles-Allee, gegenüber vom Haus der Kulturen der Welt[5]
- 1875: Büste von Peter von Cornelius, Alte Nationalgalerie Berlin
- 1892: Bronzeplastik Beweinung Christi auf Wittigs Grab auf dem Nordfriedhof Düsseldorf, Feld 72

## Schüler (Auswahl)
| - Paul Disselhoff - Franz Dorrenbach - Adalbert Hertel - Hermann Hidding - Karl Hilgers - Heinz Hoffmeister - Karl Janssen | - Leo Müsch - Karl Hubert Maria Müller - Heinrich Stockmann - Frans Stracké d. J. - Josef Tüshaus - Alexander Zick |